# Stara Gora, Nova Gorica
Stara Gora je naselje v Mestni občini Nova Gorica z okoli 200 prebivalci. V naselju je Oddelek za invalidno mladino in rehabilitacijo Stara Gora Splošne bolnišnice dr. Franca Derganca (Šempeter pri Gorici).